# 熊家婆

熊家婆和姐弟倆，江枚繪

《熊家婆》是廣泛流行於中國西南和鄰近地區的一個民間傳說，在有的地區熊家婆也被稱爲“野人婆”。“家婆”（西南官話發音[ka pʰo]）即普通話的“外婆”，故事敘述山上的黑熊下山來到一對姐弟倆家中，偽裝成他們的外婆，並在半夜吃掉了弟弟。主要是用來哄小孩早點入睡。
根據AT分類法，《熊家婆》屬於其中的第333類故事。

## 故事大綱
各地流傳版本細節有差異，大致爲：有一對姐弟（也有的版本是姐妹）獨自留在山下的房中，母親在外出前告訴他們晚上家婆會來家中陪他們過夜。姐弟倆從來沒有見過自己家婆的樣子，於是熊家婆就在喬裝打扮以後自稱是他們的家婆進了屋。在屋中熊家婆差點露餡，如不能坐椅子因為有尾巴於是只能坐罎子，但最後都用謊言遮蓋過去。到了晚上，弟弟和熊家婆睡一床，姐姐在另外一間房。半夜熊家婆便大開血口，吃掉了弟弟，姐姐聽到熊家婆嚼弟弟腳趾的聲音，覺得奇怪，於是就問“家婆你在做什麽啊？”，熊家婆回答“我在喫苞穀泡兒。”，姐姐說她也要，熊家婆便遞給她，這纔發現是弟弟的腳趾拇。姐姐嚇得假說屙尿跑了出去，最後找到村裏的人一起除掉了熊家婆。

## 類似故事
類似的故事在古今中外廣泛存在，學者稱之為「老虎外婆型」。東亞、歐洲、中東皆有類似的故事廣泛流傳，如中國還有類似的故事虎姑婆，歐洲有類似的故事小紅帽等。其目的皆在嚇唬小孩子以達到大人的某種目的：如早點睡覺，或者不要相信陌生人。

## 現代文化
由於中國本土的童話一直不受重視，故“熊家婆”長期只流傳於民間傳說中，少有其他文藝形式的表現。影響力遠不如“狼外婆”。在1979年時，四川畫家江枚曾將熊家婆的故事改編成了連環畫，還發行過郵票。

## 参看
- 虎姑婆
- 中国妖怪列表